# Berkeley Lake
Berkeley Lake é uma cidade localizada no estado americano de Geórgia, no Condado de Gwinnett.

## Demografia
Segundo o censo americano de 2000, a sua população era de 1695 habitantes.
Em 2006, foi estimada uma população de 2014, um aumento de 319 (18.8%).

## Geografia
De acordo com o United States Census Bureau tem uma área de 
3,0 km², dos quais 2,6 km² cobertos por terra e 0,4 km² cobertos por água.

## Localidades na vizinhança
O diagrama seguinte representa as localidades num raio de 16 km ao redor de Berkeley Lake. 